# Levico Terme
Levico Terme es una localidad y comune italiana de la provincia de Trento, región de Trentino-Alto Adigio.
En 2021, el municipio tenía una población de 8112 habitantes.
Se conoce la existencia del pueblo de Levico desde 1184, cuando una bula de Lucio III confirmaba la jurisdicción eclesiástica sobre esta zona de la diócesis de Feltre, pese a pertenecer a la jurisdicción temporal del principado episcopal de Trento. Fue una localidad activa en la insurrección de Rodolfo Belenzani del siglo XV y en la guerra de los campesinos alemanes del siglo XVI. En el siglo XVII, Levico comenzó a ser conocida por las propiedades terapéuticas de sus aguas minerales arsénico-ferruginosas, por lo que en 1860 se fundó una sociedad para crear aquí un balneario. En 1969, "Levico" pasó a denominarse "Levico Terme" en referencia al balneario. Cuando estuvo bajo soberanía austriaca, su balneario fue frecuentado por Gustav Mahler y Alma Mahler.
Se ubica a orillas del río Brenta, unos 10 km al sureste de la capital provincial Trento, sobre la carretera SS47 que lleva a Bassano del Grappa y Padua.

## Evolución demográfica
| Gráfica de evolución demográfica de Levico Terme entre 1861 y 2001 |
|                                                                    |
| Fuente ISTAT - elaboración gráfica de Wikipedia                    |